# Manuel Blanco Encalada
Manuel Blanco Encalada, čilenski revolucionar, admiral, politik in diplomat, * 21. april 1790, Buenos Aires, Argentina, † 5. september 1876, Santiago de Chile, Čile.
Encalada je bil prvi predsednik Čila (dva meseca leta 1826).